# Куманово (село)
 Тази статия е за селото в България.  За града в Република Македония вижте Куманово.  
Куманово е село в североизточна България, част от община Аксаково в област Варна. Населението му е около 422 души (15 март 2024).

## География
Куманово е разположено на 309 m надморска височина на Франгенското плато, на 7 km северно от центъра на Варна и на 9 km източно от общинския център Аксаково. Непосредтвено на юг от селото извира Батова река, която го пресича и продължава на северозапад към Орешак. Северно от Куманово преминава третокласният Републикански път III-2902. В най-ниската част на селото се намира аязмо, но то е в лош вид и се нуждае от пълна реставрация.

## История
Някога мястото на селото е било на около 500 метра североизток, но избухва чумна епидемия. Населението, главно гагаузи, бяга към Бесарабия и опожарява всички постройки, включително и къщите. След около 50 години няколко мъже и жени посещават някаква врачка, която им казва, че могат да се завърнат, но да направят новото село там, където се събират двете води. Намират място с лековито аязмо в гората, където построяват първите къщи. В околностите на село Куманово има и турско гробище.
Първоначално селището носи името Еникьой („Ново село“), а сегашното си наименование получава през 1934 година. Селото е гагаузко и населението е от православни християни, които и след Българската схизма признават върховенството на Цариградската патриаршия. Жителите говорят в ежедневието на гагаузки език, а богослужението дълго време е на гръцки.
В началото на 1944 г. селото има 125 къщи и 154 семейства с местен духовен храм „Света Троица".
През 1950 г. в селото функционира всестранна взаимоспомагателна кооперация.
Населението на Куманово е около 422 души (15 март 2024). На преброяването през 2011 година 203 от 206 жители, заявили етническа принадлежност, се определят като българи.

## Население
Численост на населението според преброяванията през годините:
| \| Година на преброяване \| Численост \| \| --------------------- \| --------- \| \| 1934 \| 545 \| \| 1946 \| 577 \| \| 1956 \| 472 \| \| 1965 \| 286 \| \| 1975 \| 264 \| \| 1985 \| 201 \| \| 1992 \| 213 \| \| 2001 \| 261 \| \| 2011 \| 391 \| \| 2021 \| 485 \| |           |
| Година на преброяване | Численост |
| 1934 | 545       |
| 1946 | 577       |
| 1956 | 472       |
| 1965 | 286       |
| 1975 | 264       |
| 1985 | 201       |
| 1992 | 213       |
| 2001 | 261       |
| 2011 | 391       |
| 2021 | 485       |

### Етнически състав

#### Преброяване на населението през 2011 г.
Численост и дял на етническите групи според преброяването на населението през 2011 г.:
|                     | Численост | Дял (в %) |
| Общо                | 391       | 100.00    |
| Българи             | 203       | 51.91     |
| Турци               | –         | –         |
| Цигани              | ?         | ?         |
| Други               | –         | –         |
| Не се самоопределят | ?         | ?         |
| Неотговорили        | 185       | 47.31     |

## Култура
Годишният събор на селото е в първата неделя на месец юни. В Куманово има църква „Света Троица“ на около 150 години, за която също не се знае точна дата на построяване. По случай 130-ата годишнина е поставена и втора по-малка камбана. Селото има и църковно настоятелство. Има и три стари каменни чешми и една извън селото в посока юг, но тя е почти разрушена от иманяри.